# Комунидад-де-Калатаюд
Комунида́д-де-Калатаю́д (исп. Comunidad de Calatayud, араг. Comunidat de Calatayú) — район (комарка) в Испании, входит в провинцию Сарагоса в составе автономного сообщества Арагон.

## Муниципалитеты
1. Абанто
2. Аларба
3. Алькончель-де-Ариса
4. Альхама-де-Арагон
5. Аниньон
6. Арандига
7. Ариса
8. Атека
9. Бельмонте-де-Грасиан
10. Бердехо
11. Бихуэска
12. Бордальба
13. Бубьерка
14. Каболафуэнте
15. Калатаюд
16. Кальмарса
17. Кампильо-де-Арагон
18. Каренас
19. Кастехон-де-Аларба
20. Кастехон-де-лас-Армас
21. Сервера-де-ла-Каньяда
22. Сетина
23. Симбалья
24. Кларес-де-Рибота
25. Кодос
26. Контамина
27. Эмбид-де-Ариса
28. Эль-Фрасно
29. Фуэнтес-де-Хилока
30. Годохос
31. Ибдес
32. Хараба
33. Маланкилья
34. Малуэнда
35. Мара (Сарагоса)
36. Мьедес-де-Арагон
37. Монреаль-де-Ариса
38. Монтерде
39. Монтон
40. Мората-де-Хилока
41. Морес
42. Морос
43. Мунебрега
44. Нигуэлья
45. Нуэвалос
46. Ольвес
47. Орера
48. Паракуэльос-де-Хилока
49. Паракуэльос-де-ла-Рибера
50. Посуэль-де-Ариса
51. Руэска
52. Сабиньян
53. Седилес
54. Сисамон
55. Террер
56. Тобед
57. Торральба-де-Рибота
58. Торреермоса
59. Торрелапаха
60. Торрихо-де-ла-Каньяда
61. Вальторрес
62. Велилья-де-Хилока
63. Ла-Вилуэния
64. Вильяфеличе
65. Вильяльба-де-Перехиль
66. Вильяленгва
67. Вильярройя-де-ла-Сьерра